# 페루의 국장

페루의 국장

페루의 국기에 그려진 국장

페루의 국장은 1825년 2월 25일에 제정되었다. 국장 가운데에는 세 개의 작은 공간으로 나뉜 방패가 그려져 있다.
방패 왼쪽 상단에는 하늘색 바탕에 비쿠냐가 그려져 있으며 오른쪽 상단에는 하얀색 바탕에 기나나무가 그려져 있다. 방패 아래쪽에는 빨간색 바탕에 코르누코피아와 동전이 놓여 있다.
국장 양쪽에는 엇갈린 채로 게양되어 있는 네 개의 페루의 국기가 그려져 있으며 국장 상단 왼쪽에는 월계수 가지가, 상단 오른쪽에는 올리브 가지가 장식되어 있다.
비쿠냐는 페루를 상징하는 동물이며 기나나무는 페루를 상징하는 식물이다. 뿔과 동전은 나라의 천연 자원을 의미하며 월계수 가지와 올리브 가지는 승리와 영광을 의미한다.

페루의 국장 (1825년 ~ 1950년)

## 같이 보기
- 페루의 국기